# Grafmonument van Carel van Rosendael
Het grafmonument van Carel van Rosendael op de begraafplaats Daalseweg in de Nederlandse stad Nijmegen is een rijksmonument.

## Achtergrond
Het neogotische grafmonument werd in of na 1905 gemaakt, vermoedelijk door steenhouwer H.A. Euwens (1840-1910). Het monument werd gemaakt voor Carel Adrianus Josephus van Rosendael (1857-1905). Hij was onder meer eigenaar van rijwielfabriek De Zwaluw en de Nijmeegsche IJzerwaren Maatschappij en gemeenteraadslid. Hij was getrouwd met Huberta Johanna Bernadina Henriette (Bertha) van der Heijden (1855-1940).

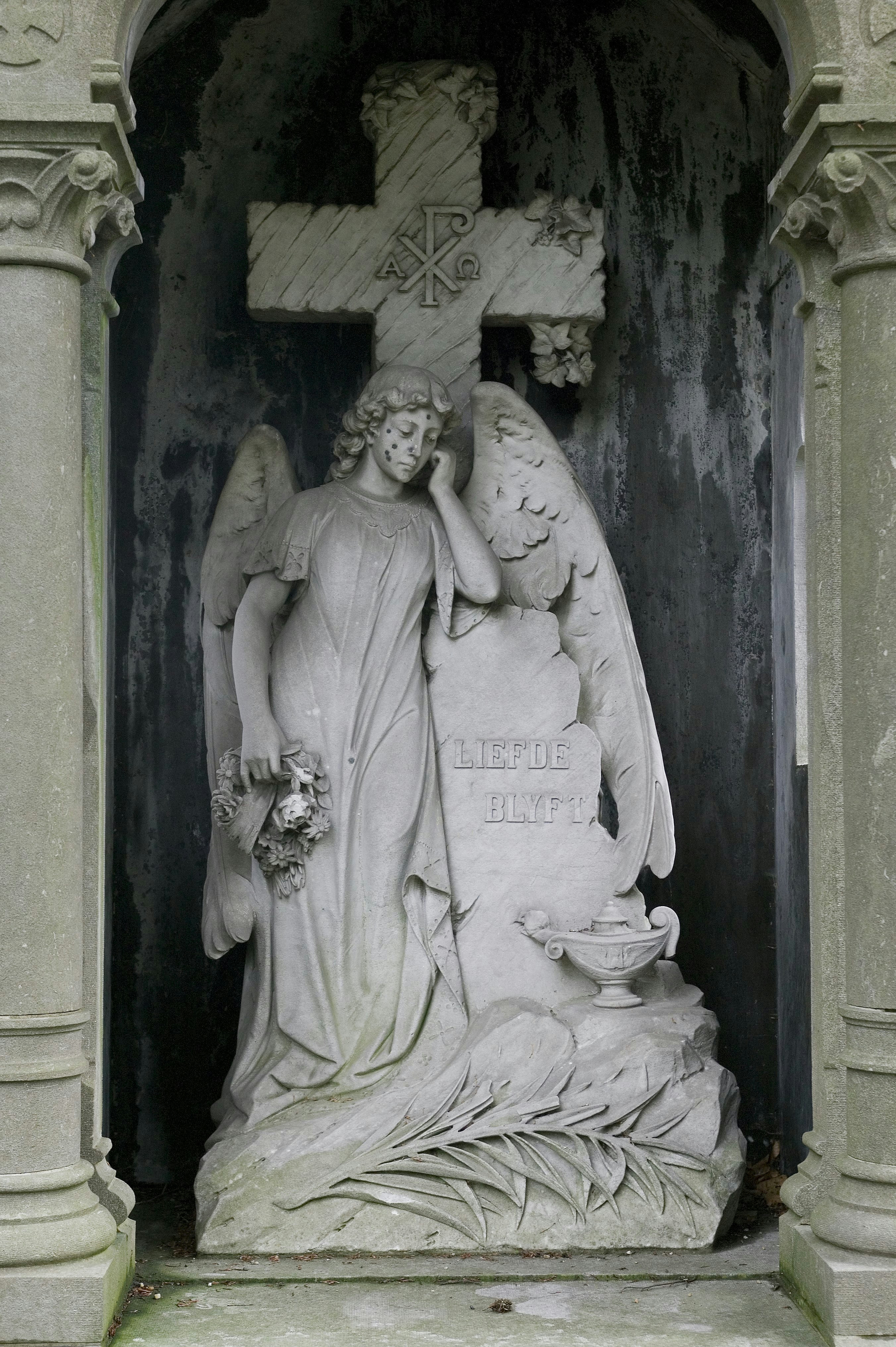
Detail

## Beschrijving
Het monument bestaat uit een open hardstenen grafkapel op een vierkante plattegrond. De kapel heeft een zadeldak, bekroond door een kruis. De nis is geplaatst onder een topgevel met tootboog tussen twee zuilen. In de kapel staat een kruis, begroeid met klimop, waarop in reliëf het christusmonogram en de letters Alfa en Omega zijn aangebracht. Ervoor staat een marmeren beeld van een treurende engel, met in zijn rechterhand een bloemenkrans. De engel rust met zijn linkerarm op een rotsblok met het opschrift: "LIEFDE BLIJFT". Aan de voeten van de engel ligt een palmtak, naast hem staat een olielamp.
De granieten graftombe wordt bekroond door een kruis. Aan de voorzijde in Gotische letters: 

Familiegraf
Carel
Van Rosendael

## Waardering
Het grafmonument werd in 2002 in het Monumentenregister opgenomen, het is "van kunsthistorische waarde als voorbeeld van een hardstenen grafkapel met marmeren sculptuur en granieten tombe in neogotische stijl; van stedenbouwkundige waarde vanwege de markante ligging aan het hoofdpadenkruis van de begraafplaats. Het grafmonument heeft ensemblewaarde als functioneel onderdeel van een begraafplaats met een kenmerkend laat-19de-eeuws en vroeg-20ste-eeuws karakter; van cultuurhistorische waarde vanwege de funerair-historische en genealogische waarde van het grafteken."